# Joseph Carl Robnett Licklider
Joseph Carl Robnett Licklider (11. března 1915, St. Louis – 26. června 1990, Arlington) byl americký informační vědec, počítačový teoretik a jeden z průkopníků kybernetiky a umělé inteligence, významná osobnost agentury ARPA. Působil na Massachusettském technologickém institutu a jako výzkumník ve společnosti BBN Technologies. Vyvinul myšlenku univerzální sítě v oddělení IPTO projektu ARPA Ministerstva obrany USA. V letech 1962–1963 a 1974–1975 řídil IPTO. Jeho článek Man-Computer Symbiosis předpovídal, že vzájemně provázané, „dohromady žijící“, pevně spojené lidské mozky a počítací stroje dokážou vzájemně propojit své silné stránky.

## Život
Licklider se narodil v St. Louis v Missouri jako jedináček v rodině učitele Josepha Parrona Licklidera (* 1873) a jeho ženy Margaret Robnettové Lickliderové (* 1881). Vystudoval fyziku, matematiku a psychologii na Washington University v St. Louis, kde v roce 1937 získal titul bakaláře. Roku 1938 obdržel magisterský titul v psychologii. V roce 1942 získal titul Ph.D. v psychoakustice na University of Rochester za dizertační práci An Electrical Investigation of Frequency-Localization in the Auditory Cortex of the Cat.
V letech 1943 až 1946 pracoval v Psychoakustické laboratoři Harvardovy univerzity pod záštitou Office of Strategic Research and Development a National Defense Research Council, kde se zabýval lidskou komunikací a zpracováním informací. V letech 1948-1949 byl konzultantem U. S. Navy Electronics Laboratory. Během druhé světové války, kdy řešil problém odstraňování šumů při letecké rádiové komunikaci, se začal zajímat o informační technologie. V červenci 1950 se přesunul na Massachusettský technologický institut (MIT) jako associate professor a působil zde v komisi, která dala vzniknout Lincolnově laboratoři, kde se později rozvíjel projekt Semi-Automatic Ground Environment (SAGE). Na MIT vedl v letech 1950–1957 Akustickou laboratoř.
V letech 1957–1962 vykonával funkci viceprezidenta BBN Technologies (Bolt, Beranek & Newman), kde pořídil první počítač PDP-1 (v roce 1959), na němž poprvé veřejně demonstroval time-sharing (sdílení času). Mezi lety 1958–1959 zastával funkci prezidenta Acoustical Society of America, kde byl v letech 1952–1955 členem výkonné rady.
Od října 1962 do roku 1964 působil jako první ředitel Information Processing Research and Behavioral Science projektu ARPA, který se později přejmenoval na Information Processing Technigy Office (IPTO). V roce 1963 byl jmenován ředitelem Behavioral Sciences Command & Control Research v ARPA. Po odchodu z ARPA pracoval v Thomas J. Watson Research Center firmy IBM v Yorktown Heights ve státě New York. V letech 1968–1971 řídil projekt MAC na MIT a přednášel jako profesor na katedře elektroninženýrství. Do penze odešel v roce 1985, kdy byl jmenován emeritním profesorem. Zemřel na komplikace po astmatickém záchvatu v roce 1990 v Symmes Hospital v Arlingtonu ve státě Massachusetts.
S manželkou Albertou Louise Carpenterovou Thomasovou (* 1919) se oženil 20. ledna 1945, vychoval s ní syna Tracyho Robnetta (* 1947) a dceru Lindu Louise Smith (* 1949).

## Práce

### Informační a počítačová věda
J. C. R. Licklider vybudoval roku 1962 oddělení Command and Control (později IPTO) v ARPA, které se za jeho působení zaměřovalo především na základy zpracování informací. V IPTO vytvořil koncept „Intergalaktická počítačová síť“, která se uskutečnila za 10 let (1973) v rámci Internet Program, i když v omezené míře, neboť spojovala jen firmy, univerzity a instituce, které se zabývaly vojenským výzkumem. Ta měla sestávat z tisíců počítačů umístěných po celém světě, které by umožnily komukoliv přístup k datům a programům z jakéhokoliv místa, přesně to, co nám umožňuje dnes internet. Tuto koncepci spojoval výzkum systémů sdílení času, počítačové grafiky a vylepšení programovacích jazyků se zaměřením na integrovaný provoz sítě. IPTO vzniklo pro vývoj SAGE (Semi Automatic Ground Environment), jehož úkolem bylo spojit všechny radary včasného varování po celé zemi. Licklider tento projekt pokládal za vhodný pro vznik globální demokratické sítě. V dubnu roku 1963 poslal svým kolegům zprávu, v níž popsal překážky, které bude třeba zdolat při budování time-sharingové počítačové sítě za využití pouze (tehdy) dostupného softwaru. Před svým odchodem Licklider vybral Lawrence Robertse, aby řídil projekt implementace sítě, díky myšlenkám z tohoto projektu později vznikl ARPANET. Lickliderova myšlenka o intergalaktické počítačové síti není až tak vzdálená dnešní situaci.
Další oblastí, do které Licklider výrazně přispěl, je interakce mezi člověkem a počítačem. Prezentoval návrh pro stanovení různých typů vzájemného působení člověka a počítače v závislosti na velikosti počítače a komplikovanosti úlohy. Toto uspořádání vysvětlovalo různorodost použití při řešení problémů (problem solving). Navrhoval plán propojení malého počítače s tím velkým, který by tak pracoval jako satelit buď v dávkovém, či interaktivním vícepřístupovém režimu. Brzy však vyšlo najevo, že bude potřeba nové generace typů počítačů a uživatelů s příslušným vzděláním.

### Knihovnictví
J. C. R. Licklider v 60. letech na MIT studoval možnost transformace knihoven s využitím digitálních počítačů (na rozdíl od Bushe, který vycházel z analogových technologií, přestože znal číslicové počítače). V knize Libraries of the Future v roce 1965 Licklider udělal výzkum a vývoj potřebný k realizaci použitelné digitální knihovny. Ve výzkumu také nastínil vizi digitální knihovny po 30 letech, tedy v roce 1994. Celkově jsou jeho předpovědí přesné a mnohé z nich se vyplnily. Licklider podcenil výsledky, kterých lze dosáhnout využitím výpočetní síly. Na druhou stranu podcenil pokrok založený za umělé inteligenci a počítačových metodách zpracování přirozeného jazyka.
V roce 1961 na přání Rady pro knihovní zdroje (Council on Library Resources – CLR) s týmem spolupracovníků vypracoval studii, která se zabývala knihovnami budoucnosti. Na základě této studie vznikla kniha Libraries of the Future.
Licklider napsal mnoho článků na téma aplikace počítačů v knihovnách, představil koncept digitálních počítačů a telekomunikací uvnitř procesu ukládání a vyhledávání informací.

### Hardware
Je autorem teorie počítačových decentralizovaných systémů, tzv. celulárních automatů. Licklider navrhl několik „nástrojů“, např. světelné pero určité velikosti, tvaru a váhy.
Staršími pracemi Licklidera a Vannevara Bushe se inspiroval Douglas Engelbart při tvorbě prvních monitorů umožňujících provoz vektorové grafiky na MIT a Stanfordu.
Krátce před jeho odchodem do důchodu vyvinul systém, díky němuž bylo možné tvořit programy pomocí kreslení diagramů na počítačovou obrazovku místo psaní číselných a symbolických vyjádření.

### Ostatní vědy
Zabýval se také experimentální psychologií a psychoakustikou. V psychoakustice vešel ve známost díky článku Duplex Theory of Pitch Perception (Duplexní teorie vnímání výšky tónů) z roku 1951, vydanému v časopisu Expertia VII., pro nesčetné citace se v roce 1979 dočkal opětovného vydání v knize Physiological Acoustics, kterou sestavil Earl Schubert. Tato teorie formovala základy moderních modelů vnímání výšky tónů.

## Význam J. C. R. Licklidera pro informační vědu a knihovnictví
Největší význam Licklidera v oboru informační a počítačové vědy lze považovat jeho prosazování ideje počítače jako inteligentního partnera při řešení problémů, a ne naprogramovaného železného asistenta. Považoval počítač za partnera v procesu tvorby. Chápal dialog mezi počítačem a člověkem za možnost, jak dát nový popud pro vznik nového kreativního procesu prostřednictvím vhodného rozhraní (HCI – Human-computer interaction). Návrh tohoto rozhraní byl publikován v březnu 1960 v článku Man-Computer Symbiosis. Šlo o tom, aby byl počítač více vnímavý k požadavkům uživatele.
Dalším důležitým počinem se stalo vyslovení teze time-sharingu (sdílení času, tj. jeden počítač může být současně obsluhován více osobami), který by umožnil zlepšení spolupráce člověka a počítače. Tento nápad se podle Ruth M. Davisové poprvé objevil v jeho článku Man-Computer Symbiosis.
Jako první akademik rozpoznal potenciál spolupráce člověka a počítače, který podle něj neměl jen počítat a skladovat data, ale měl asistovat člověku při myšlení, porozumění a rozhodování. Předpokládal zapojení počítačů do učícího procesu člověka.
Licklider v 60. letech 20. století předpověděl, že se počítače stanou komunikačním nástrojem. Přes konvenční názory, které předpokládaly, že se počítače nebudou lidské inteligenci pomáhat, ale konkurovat jí, Licklider prohlašoval, že se počítače mohou stát tvůrčím partnerem, instrumentem rozšíření lidské intelektuální schopnosti a zefektivnit práci lidí.
Ve funkci ředitele projektu IPTO se snažil podporovat postgraduální studium počítačové vědy (computer science) na amerických univerzitách, a to nejen finančními prostředky.
V knihovnictví vešel ve známost hlavně díky své knize Libraries of the Future, ve které nastiňuje nutné budoucí kroky pro digitalizaci knihoven.

## Vyznamenání a ocenění
- 1950 – Biennial Award for Outstanding Contributions to Acoustics
- 1950 – R. Bruce Lindsay Award (cenu uděluje Americká akustická společnost – ASA)[24]
- 1965 – Franklin V. Taylor Award of the Society of Engineering Psychologists
- 1968 – Distinguished Alumni Award Recipients, Washington University at St. Louis[25] – prestižní cena, kterou dostal za své dílo v počítačovém síťování a propagaci interakce lidí a počítačů.[11]
- 1990 – Common Wealth Awards of Distinguished Service[26]

## Významné publikace

### Man-Computer Symbiosis
Článek Man-Computer Symbiosis (Symbióza člověka a počítače) napsal v roce 1960 jako zprávu z menšího výzkumu v BBN. Rozvíjí zde potřebu jednoduché synergické interakce mezi počítači a jejich uživateli. Objevila se tu poprvé jeho idea, že za pár let se lidské mozky a počítače pevně spojí a výsledně budou uvažovat tak, jak by lidský mozek nikdy nedokázal. Licklider věřil ve velký potenciál počítačů, považoval je za efektivní a kreativní spolupracovníky člověka v lidsko-strojové interakci (tzn. symbióze člověka a počítače) a při řešení problémů. Všechny služby měly nabízet samostatný přínos při sdílení nákladů, tudíž přínos měl převyšovat náklady. Ovšem Licklider jako první upozornil, že tomu tak pokaždé není, jako první důvod se projevilo nižší využití kapacity velkých, výkonných počítačů. Druhým problémem se ukázaly nesnáze uživatelů pracovat a chápat interaktivní počítačové jazyky.

### Libraries of the Future
Knihu Libraries of the Future (Knihovny budoucnosti) napsal v roce 1965 a naznačil zde první vizi knihovny plně založené na počítačích.
Popud ke vzniku této studie dala v roce 1961 Rada pro knihovní zdroje (Council on Library Resources – CLR) při Fordově nadaci, která Lickliderovu týmu zadala požadavek na studii o budoucnosti knihoven, jako cílový byl uveden rok 1994. Studie vznikla ze sponzorských peněz CLR jako zpráva z dvouletého výzkumu, který se uskutečňoval od listopadu 1961 do stejného měsíce roku 1963 v laboratořích firmy BBN Technologies.
Studie nabízí důkladnou diskuzi o možnostech a omezeních využití počítačů pro knihovny. Autor, který již v 60. letech na MIT studoval možnosti přeměny knihoven pomocí digitálních počítačů, poprvé prezentuje všeobecnou úpravu celého knihovnického systému, jaký by měl být v budoucnosti. Definoval tu, jak musí informační technologie pokročit, aby bylo možné vytvořit skutečně funkční digitální knihovnu. Například předpovídal, že pokud se tehdejší rychlost RAM zdvojnásobí každé dva roky (jak se tomu dělo v té době), tak bude možné po počítače zaznamenat celou odbornou literaturu již v roce 1985, tato vize se ovšem nenaplnila. Naopak potvrdila se jeho představa, že cena informací a znalostí bude rychle narůstat. Za nesmírně důležité považoval překročení interdisciplinárních bariér mezi jednotlivými vědami, které by měly mezi sebou více spolupracovat.
Obecně jsou jeho vize budoucnosti knihoven velice výstižné, část představ se naplnila, často však v jiné podobě, než očekával Lickliderův tým, který například nedocenil hrubou výpočetní sílu a její výsledky a přecenil rychlost vývoje týkající se umělé inteligence (především předpoklad inteligentních odpovědí v přirozeném jazyce, který ovšem pouze naznačoval) a počítačového zpracování přirozeného jazyka.

### Man-Computer Communication
Studii Man-Computer Communication publikoval v roce 1968 ve třetím sborníku Annual Review of Information Science and Technology, který sestavoval Carlos A. Cuadra. V článku vyjadřuje radost nad dvěma propracovanými on-line programy první generace na sdílení času, a to CTSS100 (Compatible Time Sharing System) z MIT a TSS (Time Sharing System) z System Development Corporation (SDC).

### The Computer as a Communication Device
Knihu The Computer as a Communication Device (Počítač jako komunikační zařízení) napsal spolu s Robertem W. Taylorem v roce 1968. Studie se věnovala interpersonální počítačově mediované komunikaci a komunitám vytvářeným prostřednictvím této komunikace. Podle Andrewa Feenberga a Marie Bakardjievové se jedná o první práci tohoto zaměření. Autoři v ní předvídají užití počítačů zapojených do sítě k sociální interakci. Vyslovují tu vizi virtuální komunity jako „společenství geograficky separovaných členů, někdy seskupených v malých skupinách a někdy pracujících individuálně. Budou to komunity založené ne na společném místě, ale na společných zájmech.“ Tato verze počítá s omezeným počtem uživatelů a není spojená přímo s existencí Internetu. Počítač podle jejich prognózy bude moci „změnit povahu a hodnotu komunikace dokonce více, než je změnil tiskařský lis a televizní obrazovka“. Ovšem tato síť byla zaměřena pouze na vědecké pracovníky.

## Vybraná bibliografie

### Časopisecké články
- 1946 – Effects of amplitude distortion upon the intelligibility of speech. Acoustical Society of America. 18:429-34.
- 1947 – Premodulation clipping in A-M voice communication. Acoustical Society of America. 19:125-31. Společně s K. D. Kryterem a S. S. Stevensem.
- 1948 – Effects of differentiation, integration and infinite peak clipping upon the intelligibility of speech. Acoustical Society of America. 20:42-51. Společně s I. Pollackem.
  - The intelligibility of rectangular speech waves. American Journal of Psychology. 61:1-20. Spolu s D. Bindrou and I. Pollackem.
  - The influence of interaural phase relations upon the masking of speech by white noise. Acoustical Society of America. 20:150-59.
- 1950 – On the frequency limits of binaural beats. Acoustical Society of America. 22:468-73. Společně s J. C. Websterem and J. M. Hedlumem.
  - Observations on the hoarding behavior of rats. Journal of Comparative & Physiological Psychology. 43:129-34. Spolu s L. C. Lickliderem.
- 1951 – Place mechanisms of auditory frequency analysis. Acoustical Society of America. 23:290-99. Spolu s W. H. Hugginsem.
  - A duplex theory of pitch perception. Experientia 7:128-34.
- 1952 – On the process of speech perception. Acoustical Society of America. 24:590-94.
- 1953 – Hearing. Annual Review of Psychology 4:89-110.
- 1960 – Man-computer symbiosis. IRE Trans. Human Factors Electron. 1:4-11.
- 1965 – Periodicity pitch and related auditory process models. International Audiology 1:11-36.
- 1968 – The computer as a communication device. Science and Technology. 76:21-31. Společně s R. W. Taylorem a E. Herbertem.
- 1978 – Applications of information networks. Proceedings Institute of Electrical and Electronics Engineers. 66:1330-46.Společně s A. Vezza.

### Kapitoly knih
- 1951 – Basic correlates of the auditory stimulus. In Handbook of Experimental Psychology, ed. S. S. Stevens, pp. 985–1039. New York: Wiley & Sons.
  - The perception of speech. In Handbook of Experimental Psychology, ed. S. S. Stevens, pp. 1040–74. New York: Wiley & Sons. Společně s G. A. Millerem.
- 1956 – Auditory frequency analysis. In Information Theory, Third London Symposium, ed. C. Cherry, pp. 253–68. London: Butterworth Scientific.
- 1959 – Three auditory theories. In Psychology: A Study of Science, vol. 1, ed. S. Koch, pp. 41–144. New York: McGraw-Hill.
- 1961 – On psychophysiological models. In Sensory Communication, ed. W. A. Rosenblith, pp. 49–72. New York: Wiley & Sons.
- 1967 – Dynamic modeling. In Models for the Perception of Speech and Visual Forms, ed. W. Wathen-Dunn, pp. 11–25. Cambridge, Mass.: MIT Press.
- 1968 – Man-computer communication. In Annual Review of Information Science and Technology, vol. 3, ed. C. A. Quandra, pp. 201–40. Chicago: Encyclopedia Britannica.
- 1973 – Communication and computers. In Communication, Language and Meaning, ed. G. A. Miller, pp. 196–207. New York: Basic Books.
- 1979 – Computers and government. In Computers and the Future: A Twenty-Year View, eds. M. Dertouzos a J. Moses, pp. 87–110. Cambridge, Mass.: MIT Press.[5]

### Knihy
- 1965 – Libraries of the Future. Cambridge, Mass.: MIT Press.